# 12863 Вітфілд
12863 Вітфілд (12863 Whitfield) — астероїд головного поясу, відкритий 22 травня 1998 року.
Тіссеранів параметр щодо Юпітера — 3,606.